# Ducado del Palatinado-Sulzbach

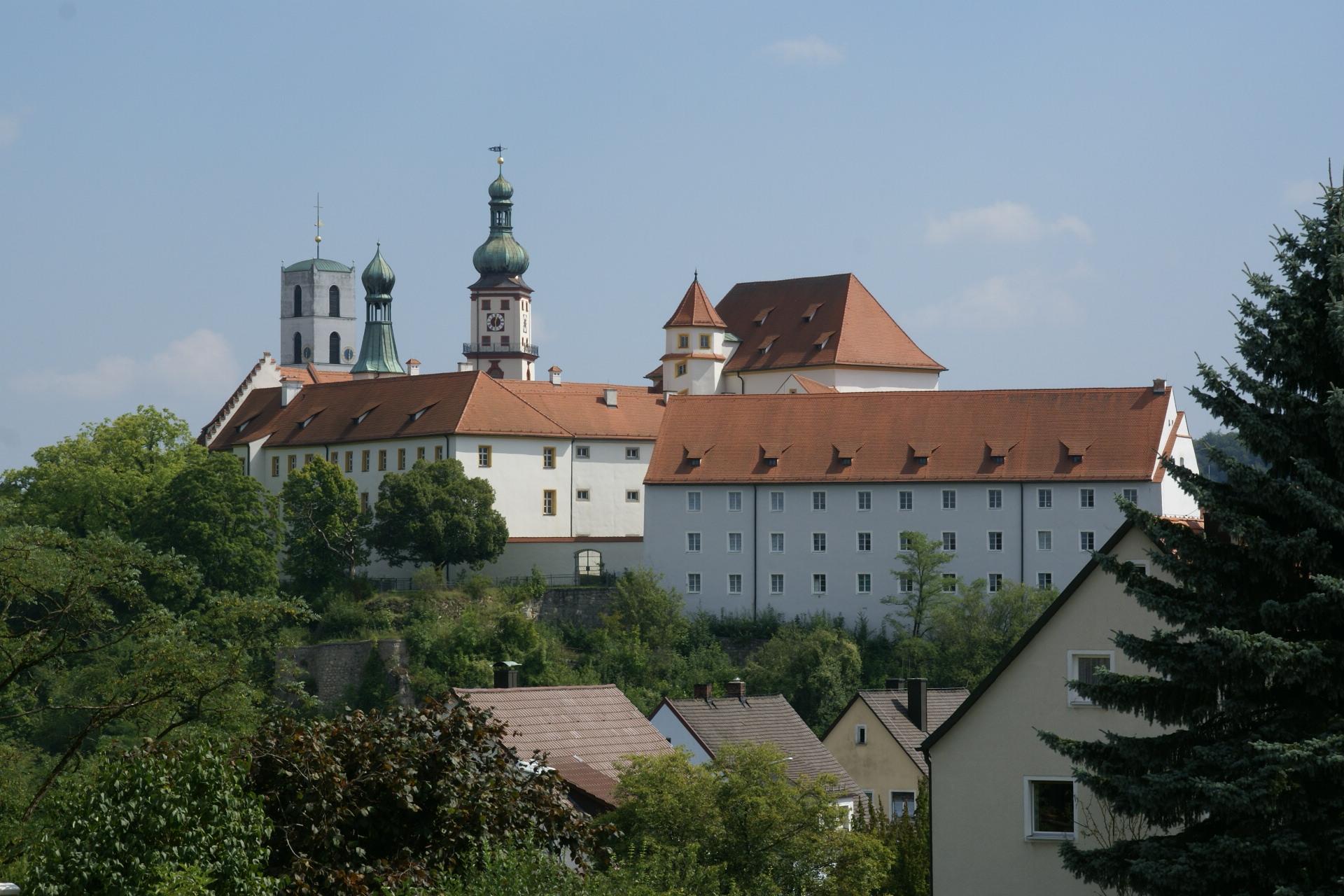
Castillo de Sulzbach.

Palatinado-Sulzbach, también llamado El Condado Palatinado-Sulzbach o Ducado de Palatinado-Sulzbach era el nombre de dos Estados separados del Sacro Imperio Romano Germánico localizados en el moderno distrito de Amberg-Sulzbach (Sulzbach-Rosenberg, Königstein, Floß y Vohenstrauß), Baviera, Alemania, gobernados por una rama de la Casa de Wittelsbach.

## Palatinado-Sulzbach (1569-1604)
Palatinado-Sulzbach surgió como una partición del Palatinado-Zweibrücken tras la muerte del Conde Palatino Wolfgang de Zweibrücken en 1569. Su testamento preveía la creación del Palatinado-Sulzbach a partir del Palatinado-Zweibrücken, para que fuera gobernado por su hijo menor Otón Enrique. Otón Enrique murió en 1604 sin ningún heredero y el Palatinado-Sulzbach pasó a manos del Palatinado-Neoburgo.
| Imagen | Nombre       | Reinado   |
| ------ | ------------ | --------- |
|        | Otón Enrique | 1569-1604 |

## Palatinado-Sulzbach (1614-1742)
En 1614 Palatinado-Sulzbach fue separado de Palatinado-Neoburgo después de la muerte del Conde Palatino Felipe Luis para que fuera gobernado por su hijo Augusto. Consistía de dos regiones no contiguas separadas por el Electorado de Baviera. Por el oeste bordeaba con el territorio de la ciudad imperial de Núremberg y al este con el reino de Bohemia.

Mapa del Palatinado-Sulzbach en 1789

El sucesor de Augusto, Cristián Augusto, convertido al catolicismo en 1656, era un gobernante tolerante que permitió que sus súbditos eligieran su denominación religiosa, introdujo la simultaneidad religiosa, y permitió a los judíos asentarse en Sulzbach en 1666. También estableció una importante industria impresora. Quedó claro durante los reinados de sus sucesores que Palatinado-Sulzbach heredaría el Palatinado Electoral a la muerte de Carlos III Felipe, aunque esto solo ocurriría en 1742 para Carlos Teodoro.
| Imagen | Nombre             | Reinado   | Notas                                          |
| ------ | ------------------ | --------- | ---------------------------------------------- |
|        | Augusto            | 1614-1632 | Aliado sueco en la guerra de los Treinta Años  |
|        | Cristián Augusto   | 1632-1708 | Tolerante con católicos, protestantes y judíos |
|        | Teodoro Eustaquio  | 1708-1732 |                                                |
|        | Juan Cristián José | 1732-1733 |                                                |
|        | Carlos Teodoro     | 1733-1742 | Elector Palatino y de Baviera                  |